# HD 40307 g
HD 40307 g，为一颗位于绘架座的太阳系外行星，位于恒星HD 40307的适居带之内，距离地球42光年。2012年10月28日，米可·托米等人借助欧洲南方天文台HARPS光谱仪设备发现了该行星。11月8日，该天文团队宣布了这一发现。
HD 40307 g与母恒星的距离接近一个天文单位，可能存在液态水。按照赫特福德大学天文学家休·琼斯的推断，该行星可能为一颗较适宜类地生命存在的星体。